# Ming Cseng-tö kínai császár
Ming Cseng-tö (1491. október 26. – 1521. április 20.) kínai császár 1505-től haláláig.
Ming Hung-cse fiaként született, és édesapja halála után lépett a trónra. Uralkodása alatt az eunuchok kezébe került a birodalom irányítása. Maga a császár az élvezetek hajszolásával töltötte az idejét, udvarában pedig elszaporodott a korrupció, a közhivatalokat adták-vették, a népre pedig egyre növekvő adókat vetettek ki. A nagyrészt északról származó eunuchok miatt Kína déli területei pártfogó nélkül maradtak, helyzetük elkeserítővé vált. Több felkelés robbant ki, megnőtt az útonállók száma.
1510-ben végre Cseng-tö is felfigyelt a megvesztegetésekre, és kivégeztette főeunuchját, Liu Csint, akinek házában halmokban állt az arany. Az eunuchok azonban megtartották helyzetüket az államban, mert a császár igazából ezután sem foglalkozott a kormányzati teendőkkel. Ehelyett álruhában járta az országot (egy ízben majdnem mongol fogságba esett), és idegen nyelvek tanulásával töltötte az idejét. Megtanult tibetiül, mongolul és dzsürcsiül. A különc viselkedését kifogásoló hivatalnokok százait fokozta le, kínoztatta vagy, ölette meg.
1521-ben az alig 30 éves császár sétahajója felborult, Cseng-tö pedig a vízbe fulladt. A trónon unokatestvére, Ming Csia-csing követte.

## Lásd még
- A Ming-dinasztia családfája

| Előző uralkodó: Ming Hung-cse | Kínai császár 1505 – 1521 | Következő uralkodó: Ming Csia-csing |